# Bernos-Beaulac

Bernos-Beaulac este o comună în departamentul Gironde din sud-vestul Franței. În 2009 avea o populație de 1.134 de locuitori.

## Evoluția populației
| An        | 1975  | 1982 | 1990  | 1999  | 2006  | 2009  |
| --------- | ----- | ---- | ----- | ----- | ----- | ----- |
| Populație | 1.023 | 939  | 1.020 | 1.071 | 1.065 | 1.134 |